# Tegosa orobia
Tegosa orobia är en fjärilsart som beskrevs av William Chapman Hewitson 1864. Tegosa orobia ingår i släktet Tegosa och familjen praktfjärilar. Inga underarter finns listade i Catalogue of Life.

## Bildgalleri

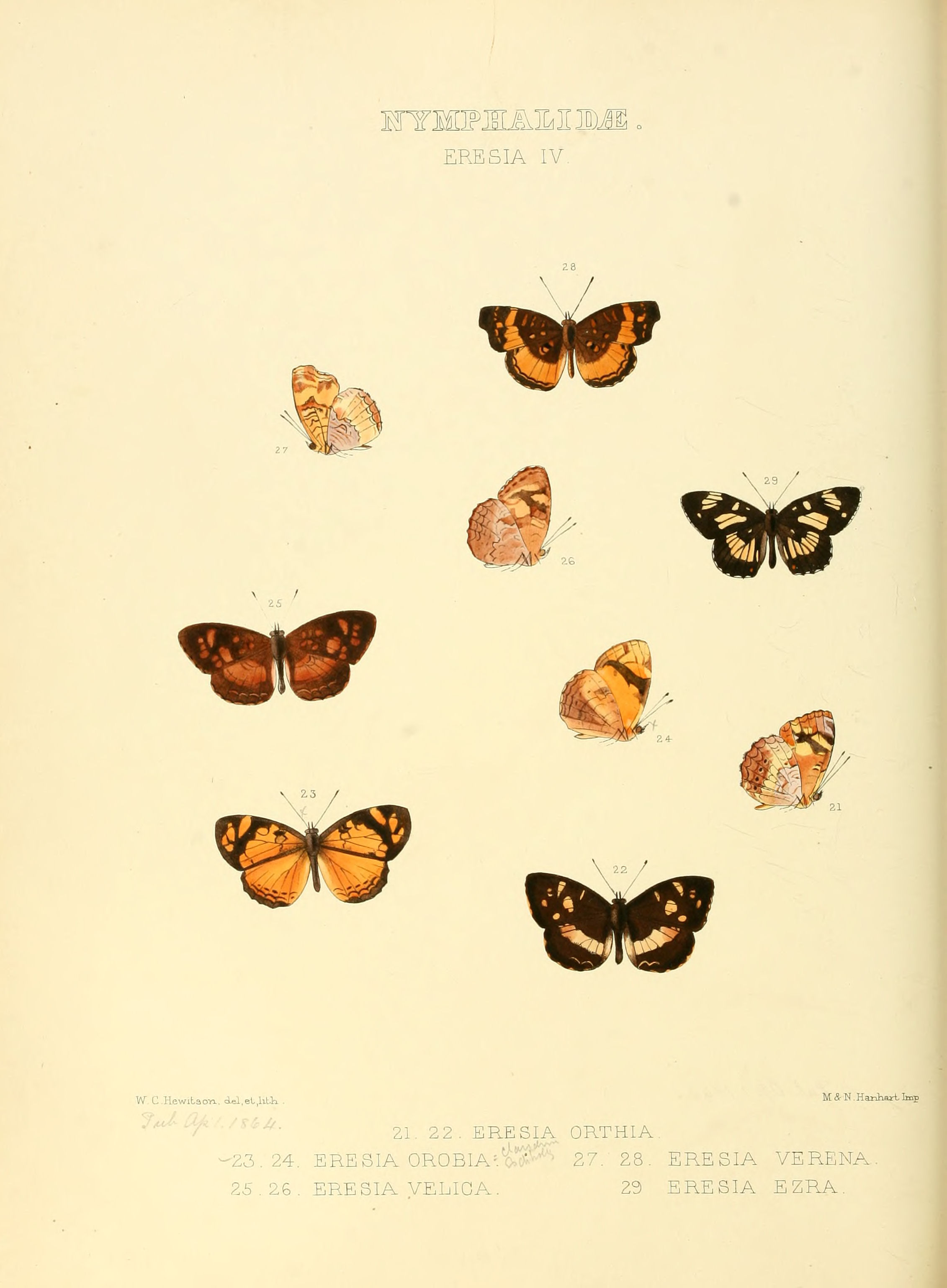